# Nesopupa eapensis
Nesopupa eapensis é uma espécie de gastrópode  da família Pupillidae.
É endémica de Palau.